# 1918–1919-es NHL-szezon
Az 1918–1919-es NHL-szezon a második National Hockey League szezon volt. Három csapat játszott 18 mérkőzést. Ez volt a legkevesebb induló csapat a liga történetében. A Stanley-kupa nem került kiosztásra 1919-ben a spanyolnátha miatt.

## Spanyolnátha
Az első áldozat az ottawai Hamby Shore volt 1918 októberében.

## Alapszakasz
| A szezon első fele | MSz | Gy | V | D | P  | SzG | KG |
| ------------------ | --- | -- | - | - | -- | --- | -- |
| Montréal Canadiens | 10  | 7  | 3 | 0 | 14 | 57  | 50 |
| Ottawa Senators    | 10  | 5  | 5 | 0 | 10 | 39  | 39 |
| Toronto Arenas     | 10  | 3  | 7 | 0 | 6  | 42  | 49 |

| A szezon második fele | MSz | Gy | V | D | P  | SzG | KG |
| --------------------- | --- | -- | - | - | -- | --- | -- |
| Ottawa Senators       | 8   | 7  | 1 | 0 | 14 | 32  | 14 |
| Montréal Canadiens    | 8   | 3  | 5 | 0 | 6  | 31  | 28 |
| Toronto Arenas        | 8   | 2  | 6 | 0 | 4  | 22  | 43 |

## A kanadai táblázat vezetői
| Játékos          | Csapat                           | MSz | G  | A  | P  | B  |
| ---------------- | -------------------------------- | --- | -- | -- | -- | -- |
| Newsy Lalonde    | Montréal Canadiens               | 17  | 22 | 10 | 32 | 40 |
| Odie Cleghorn    | Montréal Canadiens               | 17  | 22 | 6  | 28 | 22 |
| Frank Nighbor    | Ottawa Senators                  | 18  | 19 | 9  | 28 | 27 |
| Cy Denneny       | Ottawa Senators                  | 18  | 18 | 4  | 22 | 58 |
| Didier Pitre     | Montréal Canadiens               | 17  | 14 | 5  | 19 | 12 |
| Alf Skinner      | Toronto Arenas                   | 17  | 12 | 4  | 16 | 26 |
| Harry Cameron    | Toronto Arenas / Ottawa Senators | 14  | 11 | 3  | 14 | 35 |
| Jack Darragh     | Ottawa Senators                  | 14  | 11 | 3  | 14 | 33 |
| Ken Randall      | Toronto Arenas                   | 15  | 8  | 6  | 14 | 27 |
| Sprague Cleghorn | Ottawa Senators                  | 18  | 7  | 6  | 13 | 27 |

## A legjobb kapusok
| Játékos        | Csapat             | MSz | Gy | V  | D | HV   | KG | SO | KGÁ  |
| -------------- | ------------------ | --- | -- | -- | - | ---- | -- | -- | ---- |
| Clint Benedict | Ottawa Senators    | 18  | 12 | 6  | 0 | 1152 | 53 | 2  | 2.76 |
| Georges Vezina | Montréal Canadiens | 18  | 10 | 8  | 0 | 1117 | 78 | 1  | 4.19 |
| Bert Lindsay   | Toronto Arenas     | 16  | 5  | 11 | 0 | 998  | 83 | 0  | 4.99 |

## Stanley-kupa rájátszás

### NHL-bajnoki döntő
Montréal Canadiens vs. Ottawa Senators
| Dátum       | Otthon             | Eredmény | Idegenben          | Megjegyzés |
| ----------- | ------------------ | -------- | ------------------ | ---------- |
| Február 22. | Montréal Canadiens | 8 – 4    | Ottawa Senators    |            |
| Február 27. | Montréal Canadiens | 5 – 3    | Ottawa Senators    |            |
| Március 1.  | Ottawa Senators    | 3 – 5    | Montréal Canadiens |            |
| Március 3.  | Montréal Canadiens | 3 – 6    | Ottawa Senators    |            |
| Március 6.  | Montréal Canadiens | 4 – 2    | Ottawa Senators    |            |

A Montréal Canadiens játszhatott a Stanley-kupáért.

### Stanley-kupa döntő
Montréal Canadiens vs. Seattle Metropolitans
| Dátum       | Otthon                | Eredmény | Idegenben             | Megjegyzés  |
| ----------- | --------------------- | -------- | --------------------- | ----------- |
| Március 19. | Seattle Metropolitans | 7 – 0    | Montréal Canadiens    |             |
| Március 22. | Montréal Canadiens    | 4 – 2    | Seattle Metropolitans |             |
| Március 24. | Seattle Metropolitans | 7 – 2    | Montréal Canadiens    |             |
| Március 26. | Montréal Canadiens    | 0 – 0    | Seattle Metropolitans | 20:00 Hossz |
| Március 29. | Seattle Metropolitans | 3 – 4    | Montréal Canadiens    | 15:57 Hossz |

A döntő félbe szakadt a spanyolnátha miatt 2–2–1-es állásnál és így nem lett győztes kihirdetve.

### A rájátszás legjobbja
| Játékos       | Csapat             | MSz | G  | A | P  | B |
| ------------- | ------------------ | --- | -- | - | -- | - |
| Newsy Lalonde | Montréal Canadiens | 10  | 17 | 1 | 18 |   |

## Debütálók
- Amos Arbour, Montréal Canadiens

## Visszavonulók
- Joe Hall, Montréal Canadiens